# Allosorus lendigera
Allosorus lendigera là một loài dương xỉ trong họ Pteridaceae. Loài này được Cav. Farw. mô tả khoa học đầu tiên năm 1931.